# Милашел (Муреш)
Милашел (рум. Milășel) насеље је у Румунији у округу Муреш у општини Крајешти. Oпштина се налази на надморској висини од 354 m.

## Становништво
Према подацима из 2002. године у насељу је живело 209 становника, од којих су сви румунске националности.